# Promozione Liguria 1969-1970
Nella stagione 1969-1970 la Promozione era il quinto livello del calcio italiano (il massimo livello regionale).
Il campionato è strutturato in vari gironi all'italiana su base regionale, gestiti dai Comitati Regionali di competenza. Promozioni alla categoria superiore e retrocessioni in quella inferiore non erano sempre omogenee; erano quantificate all'inizio del campionato dal Comitato Regionale secondo le direttive stabilite dalla Lega Nazionale Dilettanti, ma flessibili, in relazione al numero delle società retrocesse dal campionato di Serie D e perciò, a seconda delle varie situazioni regionali, la fine del campionato poteva avere degli spareggi sia di promozione che di retrocessione.
Questo è il girone organizzato dal Comitato Regionale Ligure a cui era demandata l'organizzazione dei campionati delle squadre della Liguria.

## Squadre partecipanti
| Squadra                            | Città                        |
| ---------------------------------- | ---------------------------- |
| U.S. Cairese                       | Cairo Montenotte (SV)        |
| A.S. Campese Mobilificio Triestino | Campo Ligure (GE)            |
| U.S. Dianese                       | Diano Marina (IM)            |
| ?.?. Fulgorcavi                    | Uscio (GE)                   |
| U.S. Gagliardi Loanesi             | Loano (SV)                   |
| Pol. Gaviese                       | Gavi Ligure (AL)             |
| Gruppo Sportivo "C"                | Genova-Pegli                 |
| U.S. Lavagnese                     | Lavagna (GE)                 |
| U.S. Pontedecimo                   | Pontedecimo (GE)             |
| S.C. Molassana Boero               | Molassana (GE)               |
| A.C. Sammargheritese               | Santa Margherita Ligure (GE) |
| U.S. Sant'Agostino di Sant'Olcese  | Sant'Olcese (GE)             |
| U.S. Sestri Levante                | Sestri Levante (GE)          |
| F.B.C. Vado                        | Vado Ligure (SV)             |
| F.B.C. Varazze                     | Varazze (SV)                 |
| U.S. Ventimigliese                 | Ventimiglia (IM)             |

## Classifica finale
|  | Pos. | Squadra                | Pt | G  | V  | N  | P  | GF | GS | DR  |
|  | ---- | ---------------------- | -- | -- | -- | -- | -- | -- | -- | --- |
|  | 1.   | Gaviese                | 45 | 30 | 18 | 9  | 3  | 57 | 14 | +43 |
|  | 2.   | Varazze                | 40 | 30 | 14 | 12 | 4  | 37 | 19 | +18 |
|  | 3.   | Lavagnese              | 38 | 30 | 14 | 10 | 6  | 41 | 22 | +19 |
|  | 4.   | Fulgorcavi             | 33 | 30 | 10 | 13 | 7  | 36 | 25 | +11 |
|  | 4.   | Sammargheritese        | 33 | 30 | 10 | 13 | 7  | 27 | 20 | +7  |
|  | 4.   | Gruppo C               | 33 | 30 | 11 | 11 | 8  | 31 | 29 | +2  |
|  | 4.   | Vado                   | 33 | 30 | 10 | 13 | 7  | 26 | 17 | +9  |
|  | 8.   | Campese M.Triestino    | 32 | 30 | 13 | 6  | 11 | 29 | 30 | -1  |
|  | 8.   | Molassana Boero        | 32 | 30 | 12 | 8  | 10 | 27 | 29 | -2  |
|  | 10.  | Sestri Levante         | 31 | 30 | 9  | 13 | 8  | 23 | 20 | +3  |
|  | 11.  | Ventimigliese          | 29 | 30 | 9  | 11 | 10 | 33 | 39 | -6  |
|  | 12.  | Pontedecimo (-1)       | 26 | 30 | 8  | 11 | 11 | 27 | 43 | -16 |
|  | 13.  | Gagliardi Loanesi (-1) | 25 | 30 | 8  | 10 | 12 | 32 | 40 | -8  |
|  | 14.  | Cairese                | 19 | 30 | 6  | 7  | 17 | 25 | 39 | -14 |
|  | 15.  | S.Agostino di S.Olcese | 16 | 30 | 1  | 14 | 15 | 14 | 40 | -26 |
|  | 16.  | Dianese                | 13 | 30 | 3  | 7  | 20 | 13 | 52 | -39 |

Legenda:
      Promosso in Serie D 1970-1971.
      Retrocesso in Prima Categoria 1970-1971.
Regolamento:
Due punti a vittoria, uno a pareggio, zero a sconfitta.
Pari merito in caso di pari punti per le squadre non in zona promozione e/o retrocessione.
Differenza reti per le squadre in zona retrocessione. La peggiore retrocede.
Note:

### Libri
- Annuario F.I.G.C. 1969-1970 - Roma (1970), conservato presso:
  - tutti i Comitati Regionali F.I.G.C.-L.N.D.;
  - la Lega Nazionale Professionisti;
  - Biblioteca Nazionale Centrale di Firenze.
- Gianluigi Raffo, Carlo Fontanelli, L'Unione che forza! 90 anni con l'U.S. Lavagnese, Empoli (FI), Geo Edizioni S.r.l..
- Nanni De Marco, Balestrino, De Vincenzo, Grasso e Varicelli, Storia del Vado F.B.C. 1913 - 1913-1999 - 86º anno di fondazione, Savona, Marco Sabatelli Editore, 1999.
- Giorgio Caviglia, Raffaele Grillo e Maurizio Oniceto, Cento anni di emozioni gialloblu - Storia dell'A.S.D. Cairese 1919-2019, Faenza (RA), Carta Bianca Editore, settembre 2019, ISBN 8894188450.

### Giornali
- Archivio della Gazzetta dello Sport, stagione 1969-1970, consultabile presso le Biblioteche:
  - Biblioteca Nazionale Braidense di Milano;
  - Biblioteca Nazionale Centrale di Firenze;
  - Biblioteca Nazionale Centrale di Roma;
  - Biblioteca Civica Berio di Genova;
  - e presso Emeroteca del C.O.N.I. di Roma (non è online ma è da consultare in sede).